# Droits humains en Haïti
La révolution haïtienne a basculé toutes les idées de type raciste et a ouvert « pour la première fois une nouvelle époque de l’histoire pour l’ensemble des peuples non occidentaux, dont ceux qui ont été placés en esclavage, ou sous domination coloniale », précise Laennec Hurbon. D'ailleurs, trois aspects clés caractérisent cette révolution : l'antiracisme, l'anti-esclavagisme, l'anti-colonialisme.

## Histoire
En 1492, l’arrivée des européens en Amérique, principalement sur l'île d’Haïti marque un virement en matière des droits humains, car des autochtones dits amérindiens y vivant selon leur propre organisation socio-politique vont être mis en servitude et/ou esclavage par les conquérants espagnols. Donc, la violation des droits humains tient lieu et place au respect et jouissance des droits humains sur l’île dite Hispaniola. Les espagnols maltraitaient les amérindiens en les contraignant aux travaux forcés. Tués par milliers, ils sont remplacés par des noirs venus d’Afrique (1501). Réduits en esclavage, ces noirs sont considérés comme de biens-meubles. La traite négrière (l’esclavage) a été instrumentalisée par le code noir (atteinte aux droits humains). Les conditions inhumaines dans lesquelles vivaient les esclaves de St-Domingue les indignaient et les poussaient à la révolte qui fut aussi alimentée par la Révolution française au travers la Déclaration des droits de l'homme et du citoyen de 1789.
Dans la nuit du 22 au 23 août 1791, les esclaves prennent les armes pour réclamer leurs droits fondamentaux, naturels, inhérents. Par rapport à la situation de protestation et tension généralisée dans la colonie, Sonthonax proclama l'abolition générale de l'esclavage le 29 août 1793. Gain de cause historique. Depuis le 27 août, quant à Polverel, il avait déclaré une abolition progressive.
En Haïti, cette période marque un revirement en matière des droits humains car des esclaves noirs sont devenus libres (à nouveau). Grâce à la révolution haïtienne antiraciste, antiesclavagiste, anticolonialiste, la liberté va avoir une portée universelle, c’est-à-dire tous les humains naissent libres et égaux en droits. La proclamation de l’indépendance haïtienne le 1er janvier 1804 en est la preuve. Ce qui a valu à Haïti d’être la mère de la Liberté.

## Normes

### Normes internationales
- La convention internationale relative aux droits de l’enfant (1989) (CIDE) ratifié par Haïti en décembre 1994[6]
- Les conventions à la Haye relatives aux enfants sur la protection des enfants et la coopération en matière d’adoption internationales signé par Haïti  le 29 mai 1993[7]
- La Convention 138 des Nations unies C138 - Convention (no 138) sur l'âge minimum, 1973 (ratifié en Haïti  le 3 juin 2009)[8]
- La Convention 182 des Nations unies C182 - Convention (no 182) sur les pires formes de travail des enfants, 1999 (ratifié en Haïti 19 juillet 2007)[8]

### Normes nationales
- Les garanties constitutionnelles du titre III section F sur le droit à l'éducation, et titre X sur la famille octroyées par la Constitution du 29 mars 1987 amendée en 2012[9]
- Les lois du 7 septembre 1961 ainsi que le décret du 20 septembre de la même année portant création d'un tribunal pour enfant dans la juridiction de chaque cours d'appel et réglementant les conditions de mise en œuvre de la responsabilité pénale du mineur[9]
- Loi du 29 août 2013 réformant l'adoption[10]

## Situation actuelle

### Situation des personnes handicapées en Haïti
En Haïti, près de 800 000 personnes, soit 10% de la population, vivent avec un handicap. Considérées comme l'une des catégories les plus vulnérables de la société, les personnes handicapées, pour la majorité, ne jouissent pas de l’intégralité de leurs droits. Elles vivent souvent dans des conditions difficiles et ne sont pas réellement intégrées dans la société. En dépit des avancées institutionnelles et juridiques notamment la création du Bureau du Secrétaire d'État a l’intégration des Personnes Handicapées (BSEIPH) en 2007, la création du Service de Placement en 2014; la publication de la Loi du 13 mars 2012 portant sur l'intégration des personnes handicapées et celle sur les Normes d'Accessibilité et l'Environnement bâti en 2018... considérées comme des pas significatifs dans le sens de l'intégration des personnes handicapées en Haïti, Haïti fait partie de ces pays où les droits des personnes handicapées ne sont pas respectés.

### Situation des enfants
Parler de la situation des enfants en Haïti c'est d'abord définir le mot "Enfant" au regard de la convention sur les droits de l'enfant et de la législation haïtienne. Selon les données disponibles dans le rapport mondial annuel sur la situation des enfants lancé par le Fonds des Nations unies pour l'enfance (UNICEF), la situation des enfants en Haïti est préoccupante.
En Haïti chaque année environ 30000 des 1,2 million d'enfants de moins de 5 ans meurent sans avoir atteint cet âge. Le taux de scolarité infantile est de 54% en Haïti alors qu'il est en général de 93% dans les Caraïbes. 610 000 petits Haïtiens sont orphelins (parmi lesquels 200 000 du VIH/SIDA). On estime à 173000 le nombre d'enfants en domesticité dans le pays, à 2500 ceux qui vivent dans les rues et à 2000 ceux qui sont victimes de trafic vers la République Dominicaine tous les ans.

### Situation des femmes
En Haïti, les femmes vivent dans des conditions difficiles et précaires. Les problèmes auxquels font face les filles et les femmes haïtiennes sont : le chômage, la violence, le non-accès à l’éducation et à la santé, le manque de représentation dans les institutions étatiques et privées.
D’après les statistiques fournies par UNFPA en Haïti : 
- Une femme sur quatre est victime de violence basée sur le genre[18].
- Féminisation de la pauvreté causée par la précarité de l’emploi d’où 55,9% des femmes travaillent dans le secteur informel et moins représentées dans le secteur formel de l’emploi (30%) et ont un salaire inférieur à celui des hommes.
- Avec 157 pour 100.000 en 2013, le taux de mortalité maternelle sont l’un des plus élevés dans la région d’Amérique Latine et Caraïbes.
- 71% des femmes haïtiennes ne possèdent ni terre, ni maison. 20% des femmes haïtiennes possèdent un bien conjointement et 9% sont propriétaires.
- 17% des femmes en détention ont été jugées soit 62 sur 350 contre 33% des hommes emprisonnés ont été jugés (2777 sur 8184).
- Bien que la Constitution exige un quota d’au moins 30% de femmes dans les institutions étatiques, les femmes n’arrivent toujours pas à accéder aux sphères de pouvoirs et de décision (représentation féminine en dessous de 3 % en 2017 ; 2,72% pour les deux chambres pourtant en 2003, qu’il y avait environ 9 % de femmes)[19].

### Situation de LGBT en Haïti
Depuis 1986, les relations sexuelles entre adultes de même sexe consentants sont admises (la majorité sexuelle est de dix-huit ans) une fois que c’est dans un cadre privé. Une loi adoptée par le Sénat haïtien, en 2017, interdit le mariage entre les personnes homosexuelles. Cet acte à l’encontre des personnes LGBT (lesbiennes, gays, bisexuels et transgenres) en Haïti est qualifié d’homophobie d'État.
En Haïti, le statut légal des LGBT est problématique et leurs droits sont souvent violés vu l'instabilité sociopolitique et économique et à la prédominance du secteur religieux dans le pays.

## Organismes de défense et de protection des droits humains en Haïti
- Voir : Liste des organismes de défense et de protection des droits humains en Haïti

### Ouvrages
- Jean Gédéon. La reconstruction d'Haïti: L'extrême pauvreté : un enjeu fondamental. Nouvelle édition (Edition française). février 2014.
- Hedouville Jean. La place des droits humains dans la construction de la nouvelle Haïti. C3 editions

### Rapports
- Amnesty International. Haïti : Droits Humains pour les haïtiens. Automne 2010.

- ONU. Rapport annuel sur la situation des droits de l’homme en Haïti, 1er juillet 2014 – 30 juin 2015

### Mémoires
- Esther Cribe. 2017. L’application du système interaméricain de protection des droits de l’homme par la République d’Haïti : enjeux et perspectives[21]

### Article
- Jodel Coupet. Droits de l'homme et réalité socioéconomique en Haïti, Publié le 2014-12-09 | Le Nouvelliste